# Соня Волгер
Соня Волгер (англ. Sonya Walger, нар. 6 червня 1974, ЛондонВеликобританія) — англійська телеакторка, відома своїми ролями у телесеріалах ABC «Загублені» як Пенелопа (Пенні) Відмор та «Проблиски майбутнього» як Олівія Бенфорд. Навесні 2012 року зіграла доктора Еммі Раян — консультанта поліції в телесеріалі «Справа, яка стусується нас усіх».

## Ранні роки
Соня Волгер народилась у Хемпстеді, Лондон.
Здобула освіту в незалежній Віком-Еббі-Скул і ВУЗі Крайст-Черч в Оксфорді, де вивчала англійську літературу, отримавши перший ступінь. Волгер розмовляє французькою та вільно володіє іспанською, так як її батько з Аргентини.

## Кар'єра
1998 рік — Беккі в одному з епізодів телесеріалу «Суто англійські вбивства».
1999 рік — Флік у картині «Добраніч, серденько», також з'явилась у двох епізодах кримінальної драми «Ганебна риса».
2001 рік — Донна Барнс у телесеріалі «Як мислить чоловік, який перебуває у шлюбі» на телеканалі "HBO".
2003 рік — Саллі Гарпер у «Любові на шістьох» (США).
2004 рік — початок зйомок у «Загублених», в яких вона зіграла подругу героя Десмонда Пенелопу (Пенні) Відмор, а також ролі пані та Ніколь Нун у телесеріалі «Місце злочину: Нью-Йорк» і художньому фільмі «Бібліотекар: У пошуках списа долі» відповідно.
2005 рік — епізодична роль у драмі «Скринька, яка спить» (США).
2007 рік — Шарлотта Кушинг, дівчина Девіда Фроста, в оригінальній бродвейській постановці «Фрост проти Ніксона»; Керолайн у неоднозначному телесеріалі «Скажи, що ти любиш мене».
2008 рік — Сара Коннор у телесеріалі "Термінатор: Битва за майбутнє";
2009 рік — Олівія Бенфорд у «Проблисках майбутнього».
2010 рік — Джулія в драмі «Ми, пацієнти».
2012 рік — Еммі Райан в телесеріалі «Справа, яка стосується нас усіх». Крім того, Шеллі у канадсько-сполученоштатоамерикансько-французькому кримінальному трилері «Фабрика».
У 2016 році зіграла роль Крістен в фантастичному трилері Ендрю Нікола «Анон».
У 2022 році отримала іпостась Ельзи Грей у картині виробництва США "Нове життя".

## Особисте життя
В липні 2009 року Волгер взяла шлюб зі сценаристом та продюсером Дейві Голмсом; пара проживає в Лос-Анджелесі.

## Фільмографія
| Рік       |    | Українська назва                                | Оригінальна назва                       | Роль                                  |
| --------- | -- | ----------------------------------------------- | --------------------------------------- | ------------------------------------- |
| 2020      | ф  | завершено                                       | Bad Impulse                             | Крістін Шарп                          |
| 2020      | ф  |                                                 | Anderson Falls                          | Джейн Вілсон                          |
| 2019      | с  | Заради всього людства                           | For All Mankind                         | Моллі Кобб (5 епізодів)               |
| 2017—2019 | с  | Знайти коротуна                                 | Get Shorty                              | Ліла Лламбіас (7 епізодів)            |
| 2019      | ф  |                                                 | Clementine                              | Ді.                                   |
| 2018      | ф  | 30 шалених бажань                               | Then Came You                           | Клер                                  |
| 2018      | ф  | Анон                                            | Anon                                    | Крістен                               |
| 2017      | с  | Родовід                                         | Bloodline                               | Вонні Ґаллахер (1 епізод)             |
| 2016—2017 | с  | Улов                                            | The Catch                               | Марго Бішоп (20 епізодів)             |
| 2016      | ф  | Ескорт                                          | The Escort                              | Саманта                               |
| 2016      | ф  | Літо на вісьмох                                 | Summer of 8                             | Діана                                 |
| 2016      | с  | Мислити як злочинець: За кордоном               | Criminal Minds: Beyond Borders          | Меріон Кодвелл (1 епізод)             |
| 2016      | кф |                                                 | Visible                                 | Видима Дівчина                        |
| 2015      | с  | Очевидне                                        | Transparent                             | Сінтія (1 епізод)                     |
| 2015      | с  | Скорпіон                                        | Scorpion                                | Олівія Кромвель (1 епізод)            |
| 2015      | с  | Залишені                                        | The Leftovers                           | Д-р Еллісон Герберт (голос, 1 епізод) |
| 2015      | ф  |                                                 | Baby, Baby, Baby                        | Женев'єв Тафт                         |
| 2014—2015 | с  | Влада                                           | Power                                   | Меделін Стерн (4 епізоди)             |
| 2014      | ф  | Гравець                                         | The Gambler                             | Анджеліна (не указана в титрах)       |
| 2014      | с  | Елементарно                                     | Elementary                              | Анджела Вайт (1 епізод)               |
| 2014      | с  | Скандал                                         | Scandal                                 | Кетрін Вінслоу (2 епізоди)            |
| 2014      | тф | Хороша сестра                                   | The Good Sister                         | Кейт / Лінда                          |
| 2013—2014 | с  | Батьківство                                     | Parenthood                              | Мередіт Піт (6 епізодів)              |
| 2013      | с  | Шоу Луні Тюнз (телешоу)                         | The Looney Tunes Show                   | Фаора (голос, 1 епізод)               |
| 2013      | ф  |                                                 | Cold Turkey                             | Ліндсі                                |
| 2013      | ф  | Іспит для двох                                  | Admission                               | Гелен                                 |
| 2012      | с  |                                                 | Reception                               | Емілі (2 епізоди)                     |
| 2012      | ф  | Фабрика                                         | The Factory                             | Шеллі                                 |
| 2012      | с  |                                                 | Common Law                              | Д-р Еліза Раян (12 епізодів)          |
| 2012      | с  | Закон і порядок: Спеціальний корпус             | Law & Order: Special Victims Unit       | Енн Барнс (1 епізод)                  |
| 2010      | с  |                                                 | In Treatment                            | Джулія (3 епізоди)                    |
| 2009—2010 | с  | Проблиски майбутнього                           | FlashForward                            | Д-р Олівія Бенфорд (22 епізоди)       |
| 2006—2010 | с  | Загублені                                       | Lost                                    | Пенні Відмор (13 епізодів)            |
| 2008      | с  | Термінатор: Хроніки Сари Коннор                 | Terminator: The Sarah Connor Chronicles | Мішель Діксон (5 епізодів)            |
| 2008      | тф |                                                 | Sweet Nothing in My Ear                 | Джоанна Тейт                          |
| 2007      | с  |                                                 | Tell Me You Love Me                     | Керолін (10 епізодів)                 |
| 2005—2006 | с  |                                                 | Sleeper Cell                            | Спецагент Патріс Серкснер (4 епізоди) |
| 2006      | ф  | Кав'ярня                                        | Caffeine                                | Ґлорія                                |
| 2004—2006 | с  | Місце злочину: Нью-Йорк                         | CSI: NY                                 | Джейн Парсонс (10 епізодів)           |
| 2006      | с  | 4исла                                           | Numb3rs                                 | Сьюзен Беррі (1 епізод)               |
| 2004      | тф | Бібліотекар: У пошуках списа долі               | The Librarian: Quest for the Spear      | Ніколь Нун                            |
| 2004      | вг | Grand Theft Auto: San Andreas                   | Grand Theft Auto: San Andreas           | Пішохідка / Реклама на радіо (голос)  |
| 2003      | с  | Муфта                                           | Coupling                                | Саллі Гарпер (10 епізодів)            |
| 2001—2002 | с  | Розум одруженої людини                          | The Mind of the Married Man             | Донна Барнс (20 епізодів)             |
| 2002      | кф |                                                 | 40                                      | Аліса                                 |
| 2001      | ф  | У пошуках Джона Гіссінга                        | The Search for John Gissing             | Сестра Мері                           |
| 2000      | ф  | Ейнштейн                                        | Eisenstein                              | Зіна                                  |
| 1999      | тф | Все королівське військо                         | All the King's Men                      | Леді Френсіс                          |
| 1999      | с  | Денджерфілд                                     | Dangerfield                             | Ана Моґоллон Кабрера (1 епізод)       |
| 1999      | с  | На добраніч, люба                               | Goodnight Sweetheart                    | Флік (3 епізоди)                      |
| 1999      | с  | Ноїв ковчег (мінісеріал)                        | Noah's Ark                              | Міріам (2 епізоди)                    |
| 1999      | с  |                                                 | The Vice                                | Емма (2 епізоди)                      |
| 1998      | с  | Убивства в Мідсомері / Суто англійські вбивства | Midsomer Murders                        | Беккі Сміт (1 епізод)                 |
| 1998      | с  | Мослі (мінісеріал)                              | Mosley                                  | Барбара Гатчінсон (1 епізод)          |
| 1998      | с  | Жар сонця (мінісеріал)                          | Heat of the Sun                         | Гільде ван дер Вурст (1 епізод)       |